# Mariä Himmelfahrt (Tizian)
Mariä Himmelfahrt, auch  bekannt unter der italienischen Bezeichnung Assunta („die Aufgenommene“), ist ein Gemälde des italienischen Malers Tizian von 1516 bis 1518. Heute befindet es sich in der Kirche Santa Maria Gloriosa dei Frari in Venedig. Mit einer Höhe von 6,90 m und einer Breite von 3,60 m ist es das größte Altargemälde der Stadt und zugleich das größte jemals von Tizian gemalte Werk. Es wurde, wie für Hochaltäre dieser Größe allgemein üblich, mit Ölfarben auf Holz ausgeführt.

## Bildbeschreibung

### Aufbau des Bildes
Der Bildaufbau des Hochaltars ist klar erkennbar. Er ist sorgfältig auf die Architektur des Rahmens abgestimmt. Insgesamt unterteilt sich das Ölgemälde je nach Definitionsart in zwei beziehungsweise drei Ebenen.
Hierbei bildet die erdgebundene, massig dichte Apostelgruppe ein Rechteck. Ihre mächtige physische Darstellung ist möglicherweise ein Widerhall von Michelangelos Werken in der Sixtinischen Kapelle. Bei den Aposteln sind ebenfalls ikonographische Bezüge zu der Farbigkeit Raffaels erkennbar. Die Jungfrau Maria schwebt über diesem Rechteck auf dem Halbkreis einer Engelswolke. Dieser wird durch den Rahmen zu einem die Ewigkeit symbolisierenden Ring ergänzt. In diesem bewegt sich der drastisch verkürzte Gottvater, sodass alle Figuren als übereinander gestaffelt erscheinen. Diese Darstellungsweise hat den Anschein, als wollte Tizian mit aller Macht die venezianischen Traditionen durchbrechen.
Doch diese gesamte Komposition ist nicht etwa starr, sondern wird – ganz wie es Tizians Naturell entspricht – durch einen Drang nach Bewegung und Vereinigung geprägt. Die geschlossenen Figurenreihen werden durchbrochen. Es entsteht ein Dreieck, durch das die Apostel, die Jungfrau Maria und der Gottvater miteinander verbunden werden. Seine Grundlinie hat es zwischen den beiden rotgekleideten Aposteln. Dieses kann auch als eine Kombination aus zwei Zickzack-Bewegungen gesehen werden. Die erste starke, durchdringende Bewegung beginnt im Rücken des Apostels, geht über den zur Mutter Gottes ausgestreckten Arm in diese über und mündet schließlich im Gottvater. Die zweite, etwas schwächere Gegenbewegung beginnt links unten und strömt, nachdem sie sich mit der ersten vereinigt hat, in der Maria aus.
Das gesamte Gemälde besteht aus einem sehnsüchtigen Drängen nach oben. Typisch für Tizians Realismus ist jedoch, dass  Maria nicht emporschwebt, sondern förmlich empor getragen wird. Dies entspricht dem Dogma der körperlichen Aufnahme Mariens in den Himmel. Ihre Aufwärtsbewegung wird außerdem noch durch die Armbewegung des gestikulierenden Apostels verdeutlicht.  In diesem Gemälde strebt alles auf Maria zu, sowohl die heiligen Männer als auch das jubelnde Spiel der Putten finden ihren Mittelpunkt in der Figur Mariens. Maria hat ihre Arme in Richtung des Gottvaters geöffnet, sie blicken einander an, Maria ist die ruhende Erscheinung im Bild. Sie ist der Mittelpunkt dieses Bildes. Dadurch, dass sie nicht etwa nach oben schwebt oder hinaufstürmt, entsteht der Eindruck sie würde nach oben getragen, während sie sich selbst ganz normal bewegt. Allein die Mutter Gottes ist in diesem von Bewegung durchströmten Gemälde mit der Fülle und Identität eines Einzelwesens ausgestattet. Somit stellt sie einen Kontrast gegen ihre bewegte Umgebung und vor allem gegen die Traube von Engeln dar. Durch sie wird die Antithese von Masse und Individuum besonders deutlich.
Tizian verlegte hierbei den Handlungsspielraum in eine Bildebene. Hier schuf er eine schmale Bühne, in der die Figuren dichtgedrängt beieinander stehen. Somit entsteht eine Unmittelbarkeit des Geschehens, die den Betrachter in die Aktion einbezieht und damit die Wirkung des Gemäldes beeinflusst. Das Herausgreifen eines einzelnen Individuums ist kaum möglich und führt zu einem Zustand höchster Bewegtheit, von dem sich die Santa Maria Gloriosa kontrastierend abhebt.

### Koloristische Gestaltung
Wie die meisten Bilder Tizians wirkt die Himmelfahrt Mariens zuallererst durch ihre typische Farbgebung, die dem Betrachter Bewegung, Charakter und Gefühl vermittelt. Geprägt ist diese von tiefen Rottönen, einem warmen Orange, von leuchtendem Inkarnat und von dem Gold im Hintergrund. Tizian wurde vielleicht von seinem ersten Lehrer Sebastiano Zuccato als Mosaikmaler ausgebildet, sodass der goldene Hintergrund oft als Hinweis auf die Tradition der venezianischen Mosaiken gesehen wird.
Durch die verwendeten Farben wirkt das Gemälde in situ als intensive, visionäre Erfahrung, besondere Bedeutung kommt der Farbgebung der Mutter Gottes zu. Das mit den rotgoldenen Farben des Gemäldes kontrastierende Blau des Madonnenmantels zieht den Betrachter geradezu empor und individualisiert die Madonna gegenüber der wogenden Masse des restlichen Bilds. Auch der weicher wirkende dunklere Himmel grenzt sich demgegenüber ab. „Mit dem lebensfrohen, gegenwartsnahen Rotgold-Akkord vereinigt sich in starkem Kontrast die Farbe der Ferne, der Weite und der Sehnsucht […]“

### „Kunstgriffe“ Tizians

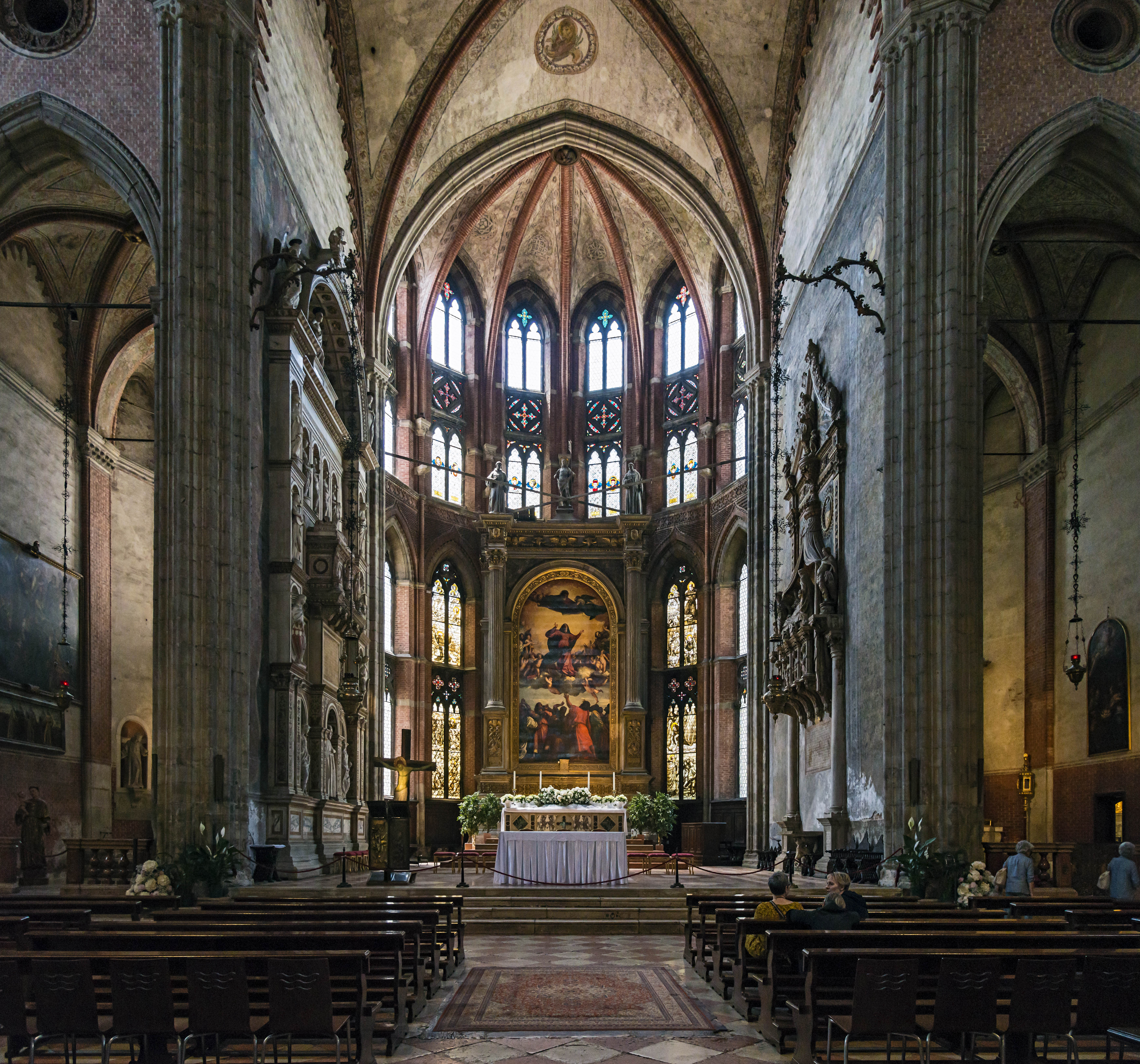
Blick auf die Apsis der Santa Maria Gloriosa dei Frari

Bei der Ausführung der Himmelfahrt Mariens bedient sich Tizian einiger, noch nie zuvor verwendeter Kunstgriffe. Nicht zuletzt diese führen dazu, dass es sich bei diesem Gemälde um ein Meisterwerk abendländischer Kunst handelt.
So wird der das Bild dominierende Eindruck räumlicher Weite fast ohne Anwendung der tatsächlichen Perspektive erzeugt. Zwar werden in den verschiedenen Sektionen unterschiedliche Darstellungsperspektiven verwendet. Das Kunstwerk wird jedoch trotzdem durch die alles überstrahlende Farbgebung zusammengehalten. Auch befolgt er die Ansicht der Natur. Da der Betrachter, wenn er auf einen entfernten Gegenstand fokussiert ist, alles näher bei ihm liegende als unscharf wahrnimmt, wird ein scheinbarer Abstand erzeugt. Dies wäre andernfalls nur durch starke Größenunterschiede zwischen den Figuren möglich gewesen. Tatsächlich ist jedoch der rot gekleidete Apostel nur unwesentlich größer als die Mutter Gottes.
Während die obere Hauptgruppe das Licht sammelt, stehen die Apostel in trübem Licht. Hierdurch wirkt die Himmelfahrt Mariens noch imposanter und der Unterschied zwischen dem goldenen Himmel und der trüben Erde wird verdeutlicht. Zudem sind die Apostel breit und unscharf ausgeführt, was diesen Eindruck noch verstärkt. Auch ist überliefert, dass Tizian die Raum- und Beleuchtungsverhältnisse der Santa Maria Gloriosa dei Frari sehr genau beobachtete. Dementsprechend passte er sein Gemälde an, das von Anfang an als Hochaltar der Kirche gedacht war. Das harte gleichmäßige Licht des Fensters verstärkt noch die relative Dunkelheit im unteren Teilbereich des Gemäldes und lässt die Apostel als oberflächlich erscheinen. Durch die entstehenden Schatten wird in der Kirche Lebendigkeit erzeugt.
Tizian gelang es durch Verkleinerung der Engelsköpfe, die Farbperspektive und die Verschleierungsperspektive die Himmelstiefe besonders hervorzuheben. Es entsteht durch seine Kunstgriffe eine neue Art der Monumentalmalerei (Theodor Hetzer), sodass das Gemälde die Konkurrenz mit dem riesigen Kirchenraum aufnehmen kann. Unter anderem durch diese Kunstgriffe entstehen energische Bewegungen, sodass eine neue Form des Hochaltars entsteht, der zum Vorbild des gesamten Barock werden sollte.

## Theologischer Hintergrund

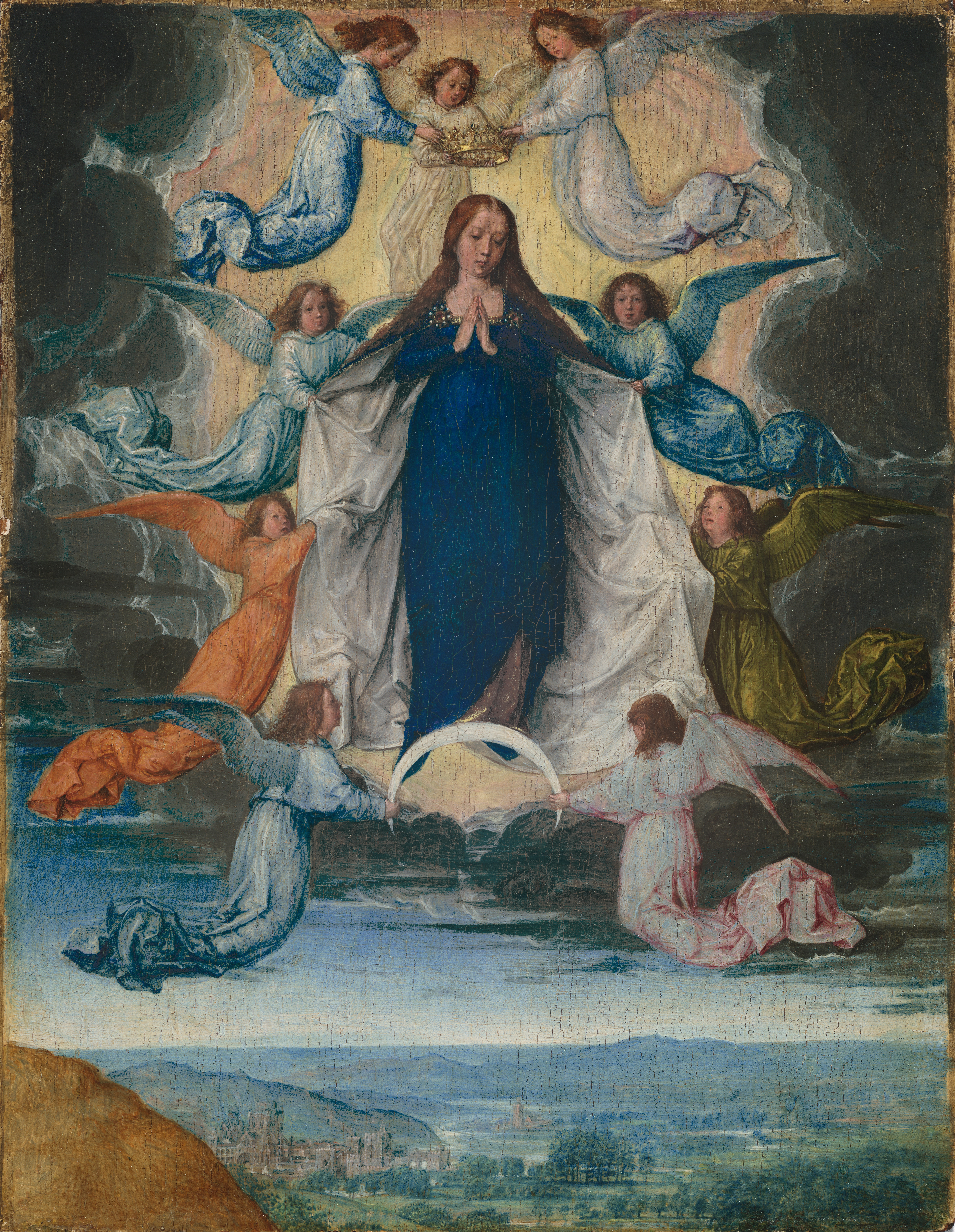
Himmelfahrt Mariens, 1500, National Gallery of Art, Washington, D.C., Michael Sittow

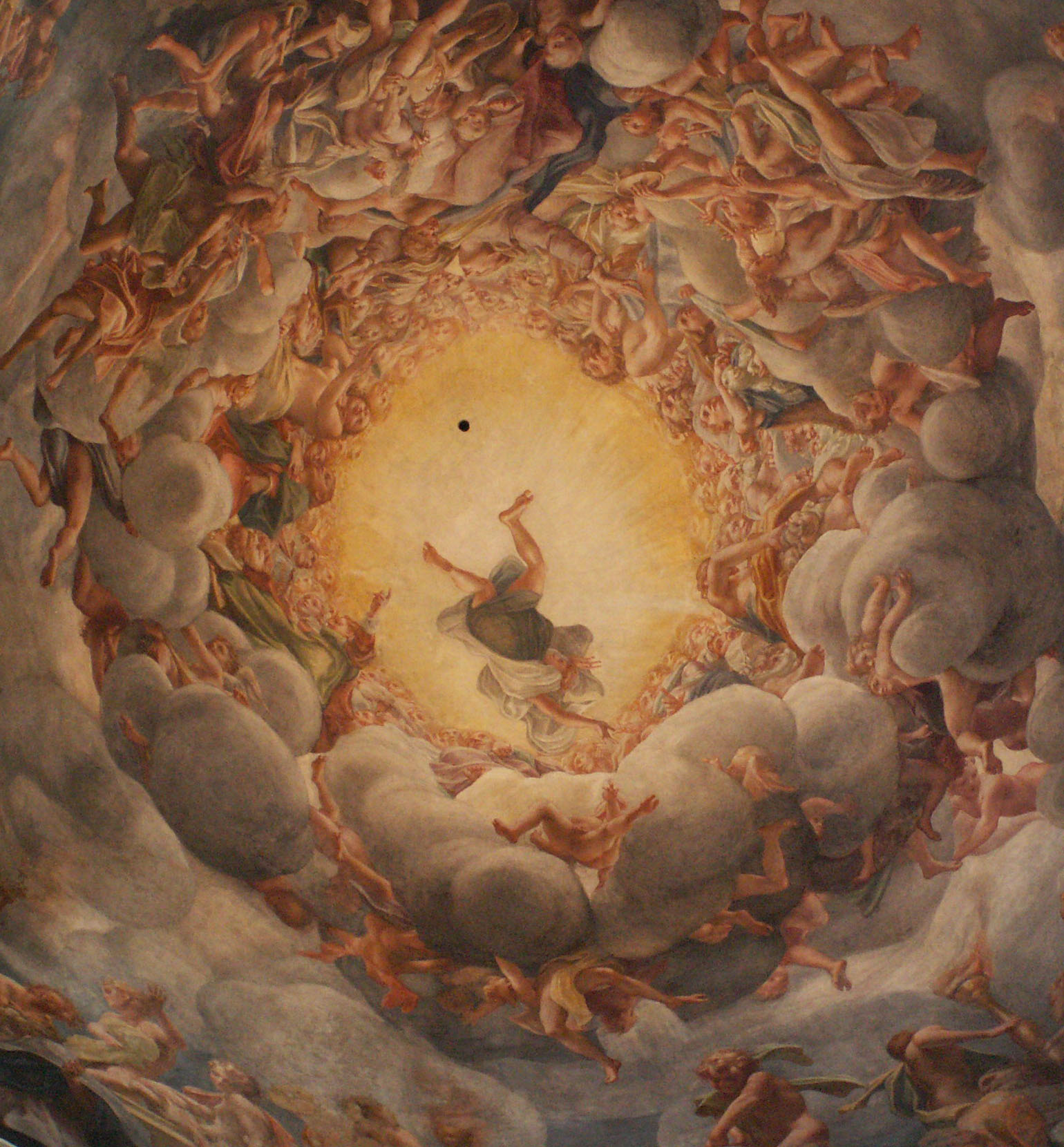
Ausschnitt: Himmelfahrt Mariens, 1522–1529, Dom von Parma, Correggio

Die theologische Einbindung der Aufnahme Mariens in den Himmel spielte in der Franziskanerkirche Santa Maria Gloriosa dei Frari während ihrer gesamten Geschichte eine große Rolle. So fand die Grundsteinlegung am Fest der Aufnahme Mariens in den Himmel (15. August) des Jahres 1250 statt.
Das Fest der Aufnahme Mariens in den Himmel wurde schon im 5. Jahrhundert im Orient gefeiert. Später fand es auch im Okzident, anfangs unter dem byzantinischen Namen Koimesis (Dormitio, „Entschlafung Mariens“) Verbreitung.  Die ältesten Darstellungen der Aufnahme Mariens in den Himmel stammen aus dem 7. Jahrhundert. Hierbei wird Maria von Engeln zum Himmel emporgetragen. Diese Komposition wurde zum orientalischen Schema und fand auch im Okzident weite Verbreitung.
Tizian stellt den wundersamen Aufstieg Marias, dar, während die Apostel ihre Arme erheben und Gott sich ihr zuneigt. Er bringt die Darstellung der Himmelfahrt Mariens in der Kunst somit zu ihrem Höhepunkt.

## Entstehung und Provenienz
Im Jahr 1516 erhielt Tizian vom Prior Fra Germano da Casale der Kirche Santa Maria Gloriosa dei Frari seinen ersten großen Auftrag für ein geistliches Gemälde. Er sollte eine monumentale Himmelfahrt Mariens malen. Unter den venezianischen Malern war Tizian damals der einzige, der eine derart monumentale Rahmenarchitektur füllen konnte. Der reiche Marmorrahmen wurde hierbei von dem durch Tizian bezüglich der genauen Ausgestaltung unterwiesenen Handwerker Lorenzo Bregno geschaffen. Es ist überliefert, dass Tizian während des Entstehungsprozesses die Raum- und Beleuchtungsverhältnisse im Kirchenschiff sehr genau analysierte. Dies veranlasste ihn beispielsweise dazu die Figuren überlebensgroß darzustellen. Aus den erhaltenen Briefen zwischen Tizian und dem Herzog von Ferrara kann geschlossen werden, dass Tizian sich sehr lange dem Werk widmete. Es ist bekannt, dass der Herzog über zu lange Wartezeiten und darüber, dass weltliche Werke bevorzugt würden, klagte. Auch der Große Rat der Serenissima tat sein Unbehagen über die offensichtliche Vernachlässigung der Regierungsaufträge zugunsten der Himmelfahrt Mariens kund.
Fertiggestellt wurde das Bild im Jahr 1518. Es wurde am 19. Mai 1518, genau zwei Jahre nach der Erteilung des Auftrags, in der Kirche aufgestellt. Im Jahr 1816 wurde es jedoch entfernt und in die Sammlungen der Accademia überführt. Dort war es nach Angaben von Theodor Hetzer jedoch sehr unvorteilhaft ausgestellt. In dieser Zeit wurde es von dem Maler Lattanzio Querena restauriert und kehrte erst 1919 wieder an seinen alten Platz in der Frari-Kirche zurück. Eine Restauration im Jahr 1974 bestätigte den hervorragenden Zustand des Gemäldes; Lattanzio Querena hatte anscheinend nur den schwer beschädigten Apostel Petrus restauriert.
Der Historiker Ridolfini berichtete, dass sowohl Brüder des Ordens als auch der Guardian der Franziskaner (Germano da Casale) selbst Tizian mehrmals während der Arbeit im Innern des Klosters besuchten. Sie alle sollen der Meinung gewesen sein, Tizian male die Apostel viel zu groß. Es wird behauptet, dass Tizian aufgrund dieser Kritik sein Werk erst nach einer förmlichen Entschuldigung des Guardians aushändigen wollte. Den Brüdern erschien das Gemälde als zu neuartig, sodass sie sich zunächst weigerten, es anzunehmen. Erst als ein Botschafter Karls V. Tizian ein Angebot zum Kauf des Bilds unterbreitete, stimmten die Mönche der Aufstellung des Gemäldes schließlich zu.

## Bedeutung des Gemäldes
Die Rezeption und Bedeutung der Himmelfahrt Mariens für die italienische Renaissance kann nur noch an den Stanzen Raffaels und an den Fresken der Sixtinischen Kapelle von Michelangelo gemessen werden. Seine Erstaufstellung am 19. Mai löste neben Erstaunen und spontaner Abneigung auch sofort Bewunderung aus. Tizian brachte mit diesem Meisterwerk den Typos der Himmelfahrt Mariens zu ihrem Höhepunkt und hatte sich seinen Platz neben Raffael und Michelangelo als bedeutendster Maler der Zeit gesichert.

### Bedeutung

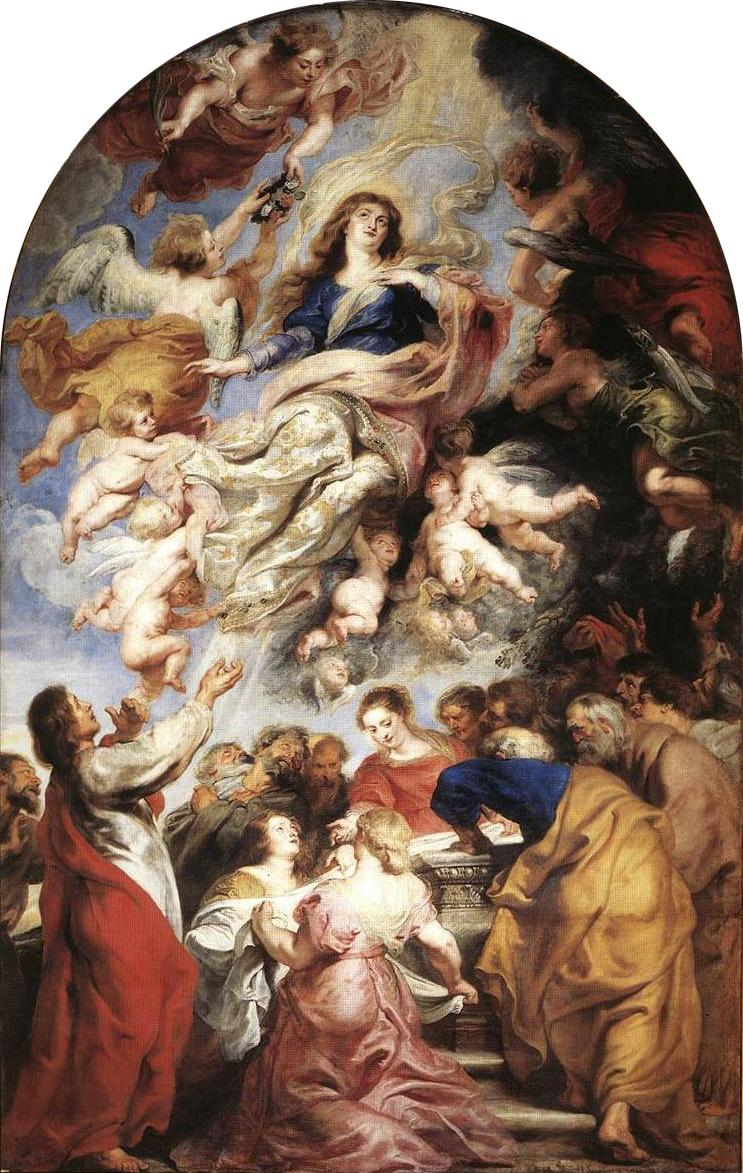
Klassisches Beispiel für einen frühbarocken Hochaltar von Rubens: Mariä Himmelfahrt Liebfrauenkathedrale, Antwerpen, 1626

Rein künstlerisch begann mit der Darstellung der Himmelfahrt Mariens die Phase der „großen Altäre“ in Tizians Werk, und die Phase seines Frühwerks endete. In der darauf folgenden Schaffensperiode sollten viele weitere Madonnendarstellungen unter anderem  die Madonna mit dem Kind, den hll. Franziskus und Blasius und dem Stifter Alvise Gozzi in Ancona sowie die Pesaro-Madonna (ebenfalls in der Frari-Kirche) entstehen. Klar erkennbar und aus zeitgenössischen Quellen sowie eigenen Briefen herauszulesen ist Tizians Bestreben, etwas „Großartiges“ (Theodor Hetzer) zu leisten. Sehr ausführlich und lange beschäftigt er sich mit diesem Werk, das schon allein durch seine für damalige Verhältnisse imposante Größe seine Ambitionen bezeugt.
Die Darstellung der Himmelfahrt Mariens war der erste große Höhepunkt von Tizians Werk. Auch wenn noch vergleichsweise unerfahren, war er bereits vor ihrer Entstehung der führende Maler der Stadt. Er hatte 1516 die Sinekure erlangt und war im Besitz eines einträglichen Maklerpatents am Fondaco dei Tedeschi. Doch erst mit der Assunta gelang ihm der endgültige Durchbruch. Die darauffolgende Zeit sollte für Tizian sehr erfolgreich sein; er nahm Kontakte zu den Fürstenhäusern d’Este und  Gonzaga auf und erhielt päpstliche Einladungen nach Rom, die er jedoch allesamt ablehnte. Im Jahr 1530 lernte er Kaiser Karl V. kennen, der sein mächtigster Gönner werden sollte. Er wurde von diesem geadelt und zum Hofmaler ernannt.
Auch in der Geschichte christlicher Ikonographie stellt die Himmelfahrt Mariens von Tizian einen wichtigen Wendepunkt dar. So wird das Werk oft als Loslösung der Malerei aus der Macht der Kirche gedeutet. Erstmals in der Kunstgeschichte sollte ein religiöses Gemälde nicht nur erbaulich, sondern auch gefällig sein. Es entwickelte sich dadurch eine ganz neue Käuferschicht für profane Gemälde, und sogar sakrale Kunst wurde jetzt unter ästhetischen Gesichtspunkten bewertet. Ein neuartiger Typos des lebendigen, bewegten Hochaltars, der das gesamte Zeitalter des Barock prägen sollte, entstand, und Tizians Mariä Himmelfahrt ist der erste Hochaltar dieser Art. Entsprechend zugeordnet werden kann die Entstehung einer neuartigen, unabhängigen und sich nicht an der Ikonenmalerei orientierenden Darstellung der Mariä Himmelfahrt, die in den folgenden Jahrhunderten viele Nachfolger finden sollte, unter anderem Correggio und Peter Paul Rubens.

### Rezeption
Dementsprechend wurde die Assunta oft erwähnt, beschrieben und bewertet. Quer durch die Jahrhunderte lässt sich hierbei eine von Epoche zu Epoche unterschiedlich intensive Bewunderung des „Monumentalwerks“ erkennen.
Bereits die zeitgenössischen Bewertungen waren unterschiedlich und sind durch den Konflikt zwischen der Venezianischen Schule auf der einen und der florentinischen/römischen Schule auf der anderen Seite geprägt. Giorgio Vasari, der Tizians Malerei insgesamt sehr kritisch gegenüberstand, war auch von der Assunta nicht begeistert. Er beschimpfte Tizian mit der Aussage, er würde die Werke der Natur „mal mit rohen, mal mit weichen Farben beflecken (machiarle con le tinte cruda e dolce)“. Macchiare kann auch mit besudeln übersetzt werden und dolce weist subtil darauf hin, dass nur jemand wie Ludovico Dolce Tizians Kunst bewundernswert finden könne.
Demgegenüber steht der eben genannte bedeutende venezianische Kunstkritiker Ludovico Dolce, ein Anhänger Tizians. Seine Bewunderung für Tizian erreichte in der Bewertung der Assunta seinen Höhepunkt: „Ganz gewiss verfügt dieses Altarbild über die Großartigkeit (grandezza) und die terribilità eines Michelangelo, die Gefälligkeit und Anmut (venustà) Raffaels und die wirklichen Farben der Natur.“ (Ludovico Dolce: Barocchi Tratatti, S. 202).
Auch der venezianische Kunsthistoriker und Maler des Barocks Carlo Ridolfi beschrieb das Gemälde sehr ausführlich und bezeichnete es als eines der Hauptwerke Tizians. So schrieb er:

„[…] nach kurzem Todesseufzer fährt Maria zum Himmel auf, um dort als Königin die Krone der ewigen Herrlichkeit zu erhalten. Dort, in den Strahlen des immerwährenden Lichts, erwartet Gott die Erwählte an der Schwelle zur Ewigkeit, welche als Boden die Sphären und als Dach die Schönheit des Empyräums hat, umgeben von den Himmelsgeistern und begleitet von der Musik seliger Sänger. Liebkost von sanftem Windhauch, geschmeichelt von der Sonne, mit der Natur als Dienern und auf einer leuchtenden, von zarten Kindern erhobenen Wolke, schlägt Maria die glückseligen Himmelswege ein; und umso majestätischer ist das Gespränge, als ihr der von zwei Engeln gehaltene Ewige Vater begegnet.“

Im 17. und 18. Jahrhundert hatte es sich in Europa eingebürgert, dass junge Adelige eine europaweite Bildungsreise unternahmen, die so genannte Grand Tour. Venedig war ein wichtiger Zwischenstopp auf dieser Reise. Viele Reisenden besuchten dort die Kirche Santa Maria Gloriosa die Frari, um dort die Assunta zu studieren. Schon zu Vasaris Zeit war die Himmelfahrt Mariä jedoch durch eine dicke Schicht von Schmutz und Ruß deutlich verdunkelt. Zwei Jahrhunderte später hielt der bedeutende Maler Joshua Reynolds fest: „Es war fürchterlich dunkel, aber hervorragend gemalt“ (). Auch der deutsche Maler Anselm Feuerbach sollte auf seiner Italienreise in diese Kirche kommen. Er fertigte sogar eine Kopie der Assunta an, sodass diese wahrscheinlich eine entsprechende Wirkung auf ihn entfaltet hat.